# Vielverge
Vielverge – miejscowość i gmina we Francji, w regionie Burgundia-Franche-Comté, w departamencie Côte-d’Or.
Według danych na rok 1990 gminę zamieszkiwały 443 osoby, a gęstość zaludnienia wynosiła 30 osób/km² (wśród 2044 gmin Burgundii Vielverge plasuje się na 499. miejscu pod względem liczby ludności, natomiast pod względem powierzchni na miejscu 657.).